# Saint-Mars-sous-Ballon
Saint-Mars-sous-Ballon és un municipi francès situat al departament del Sarthe i a la regió de País del Loira. L'any 2007 tenia 830 habitants.

## Demografia

### Població
El 2007 la població de fet de Saint-Mars-sous-Ballon era de 830 persones. Hi havia 310 famílies de les quals 70 eren unipersonals (27 homes vivint sols i 43 dones vivint soles), 85 parelles sense fills, 132 parelles amb fills i 23 famílies monoparentals amb fills.
La població ha evolucionat segons el següent gràfic:
Habitants censats

### Habitatges
El 2007 hi havia 352 habitatges, 313 eren l'habitatge principal de la família, 24 eren segones residències i 14 estaven desocupats. 349 eren cases i 2 eren apartaments. Dels 313 habitatges principals, 263 estaven ocupats pels seus propietaris, 48 estaven llogats i ocupats pels llogaters i 2 estaven cedits a títol gratuït; 1 tenia una cambra, 20 en tenien dues, 62 en tenien tres, 83 en tenien quatre i 146 en tenien cinc o més. 214 habitatges disposaven pel capbaix d'una plaça de pàrquing. A 117 habitatges hi havia un automòbil i a 158 n'hi havia dos o més.

### Piràmide de població
La piràmide de població per edats i sexe el 2009 era:
| Homes | Edats   | Dones |
| ----- | ------- | ----- |
| 0     | 95 o +  | 0     |
| 0     | 90 a 94 | 4     |
| 4     | 85 a 89 | 8     |
| 4     | 80 a 84 | 12    |
| 8     | 75 a 79 | 16    |
| 16    | 70 a 74 | 12    |
| 4     | 65 a 69 | 28    |
| 12    | 60 a 64 | 24    |
| 20    | 55 a 59 | 24    |
| 16    | 50 a 54 | 8     |
| 28    | 45 a 49 | 12    |
| 44    | 40 a 44 | 24    |
| 16    | 35 a 39 | 20    |
| 12    | 30 a 34 | 4     |
| 20    | 25 a 29 | 36    |
| 4     | 20 a 24 | 4     |
| 20    | 15 a 19 | 28    |
| 20    | 10 a 14 | 12    |
| 8     | 5 a 9   | 8     |
| 16    | 0 a 4   | 16    |

## Economia
El 2007 la població en edat de treballar era de 488 persones, 394 eren actives i 94 eren inactives. De les 394 persones actives 376 estaven ocupades (205 homes i 171 dones) i 20 estaven aturades (9 homes i 11 dones). De les 94 persones inactives 25 estaven jubilades, 38 estaven estudiant i 31 estaven classificades com a «altres inactius».

### Ingressos
El 2009 a Saint-Mars-sous-Ballon hi havia 317 unitats fiscals que integraven 842 persones, la mediana anual d'ingressos fiscals per persona era de 16.430 €.

### Activitats econòmiques
Dels 20 establiments que hi havia el 2007, 1 era d'una empresa de fabricació d'altres productes industrials, 5 d'empreses de construcció, 4 d'empreses de comerç i reparació d'automòbils, 3 d'empreses d'hostatgeria i restauració, 6 d'empreses de serveis i 1 d'una empresa classificada com a «altres activitats de serveis».
Dels 12 establiments de servei als particulars que hi havia el 2009, 1 era un taller de reparació d'automòbils i de material agrícola, 1 paleta, 2 fusteries, 2 lampisteries, 1 empresa de construcció, 1 perruqueria, 3 veterinaris i 1 restaurant.
L'any 2000 a Saint-Mars-sous-Ballon hi havia 39 explotacions agrícoles que ocupaven un total de 1.040 hectàrees.

## Equipaments sanitaris i escolars
El 2009 hi havia una escola elemental.

## Poblacions més properes
El següent diagrama mostra les poblacions més properes.